# Rondalla (grup)
|  | Aquest article tracta sobre el grup musical. Vegeu-ne altres significats a «rondalla». |

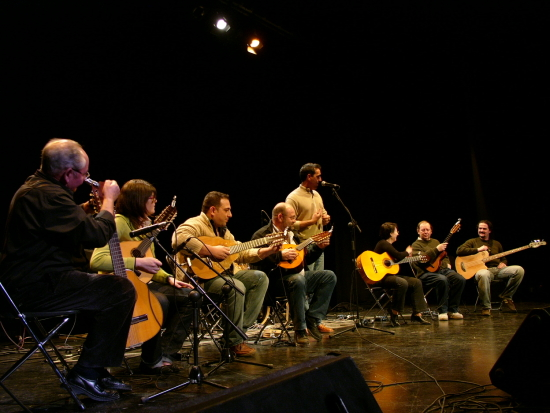
Grup folklòric valencià 'La Rondalla de la Costera' actuant en directe a Dénia.

La rondalla és un conjunt d'instruments de corda que es toquen generalment amb el plectre i coneguts com a instruments de corda pinçada. Té el seu origen a l'Espanya medieval, especialment a l'antiga Corona d'Aragó: Catalunya, Aragó, Múrcia i València. La tradició va passar a Hispanoamèrica i a altres llocs com les Filipines.
La paraula rondalla deriva -o bé defineix- el fet de tocar un grup de músics disposats en rotllana o rondo.

## Història

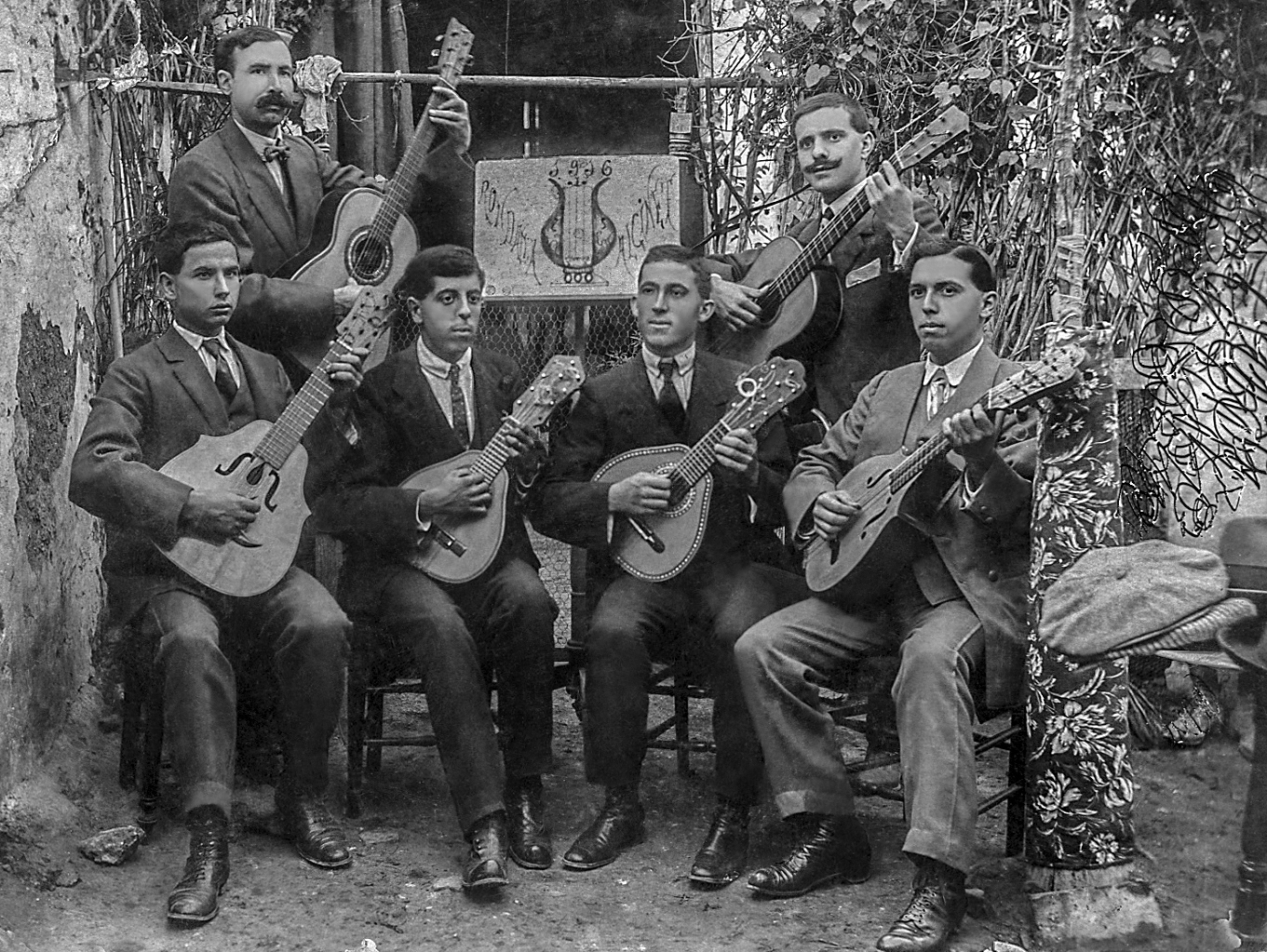
Rondalla Alginet, principi del s.XX

La rondalla d'escenari actual, té els seus orígens en les bandes que tocaven a Espanya (així com a "Nova Espanya", per exemple, les que van derivar en els mariachis de Mèxic) que van ser les precursores de la "rondalla moderna" (la d'avui dia) i que van derivar també (paral·lelament) en quatre tipus diferents de grups musicals: uns grups de joves que tocaven i cantaven normalment davant de les cases, amb unes bandes de músics conegudes com a murgues que demanaven almoina, uns grups de músics coneguts com a comparses que tocaven en un escenari, i els grups músics universitaris coneguts com a estudiantina o tuna. Els instruments musicals utilitzats generalment pels membres la rondalla són: mandolines, violins, guitarres, flautes, violoncels, baixos, panderetes, castanyoles, i triangles. A Espanya i Mèxic, els músics de l'estudiantina durant l'era del romanticisme musical (de fet, abans, durant i després), portaven el vestit del segle xvi amb "pantalons curts, camises de vellut adornades i una capa curta amb cintes multicolors".

## Instruments a Espanya
Alguns instruments utilitzats per a la rondalla primitiva van ser influenciats pels instruments musicals mossàrabs de l'època, entre ells la guitarra, la flauta i la vihuela. Les mandolines, castanyoles i panderetes també es van utilitzar i avui dia s'hi poden escoltar tota una gamma completa d'instruments, com la Vihuela mexicana, el violí i el violoncel, així com les marimbes, el xilòfon, l'arpa, i els timbals.

## Rondalles a Mèxic i Estats Units
Avui dia, les rondalles són més modernes i expressives, amb lletres que són vibrants, i tot i així segueixen amb el tema tradicional de l'amor i malenconia de les serenates nocturnes primitives.
En l'actualitat, hi ha molts grups a Espanya (com 'La "Rondalla Sierra Almijara" i La "Rondalla de la Costera "), i a Mèxic (per exemple, 'La Rondalla de Saltillo', 'La Rondalla Voces del Corazón") i als Estats Units ('La Rondalla del Sagrado Corazón' de Richmond) que continuen amb la tradició.

## Filipines
Durant el període espanyol de les Índies Orientals, la rondalla va ser introduïda a les Filipines pels espanyols. A les Filipines al començament, certs estils van ser adoptats pels nadius, especialment la guitarra i bandúrria utilitzades en els Bahay Kubo. L'ús del terme comparsa   era comú, però, durant l'etapa americana a les Filipines, el terme rondalla   va tornar a ser més utilitzat. En l'actualitat, rondalla, a les Filipines, es refereix a qualsevol grup d'instruments de corda que es toquen utilitzant el plectre. Els instruments filipins estan fets de fusta de les Filipines indígena i les pues, estan fetes de closca de tortuga. Altres instruments de corda que componen l'estàndard de la rondalla filipina són la bandúrria, el llaüt, l'octavina, el  baix d'ungles  o contrabaix, el baix acústic, i altres instruments fabricats a les «Filipines» desenvolupats a partir de la guitarra.
El repertori de la rondalla filipina inclou cançons populars, com el  balitaw  i  kundiman ,  balse  (vals),  dansa , marxa musical, melodies clàssiques i contemporànies, estrangeres o filipines.